# Listă de filme biografice
Aceasta este o listă cronologică de filme biografice, împărțită după decenii:
- înainte de 1950
- anii 1950
- anii 1960
- anii 1970
- anii 1980
- anii 1990
- anii 2000
- anii 2010
- anii 2020